# Łukawiec (powiat lubaczowski)

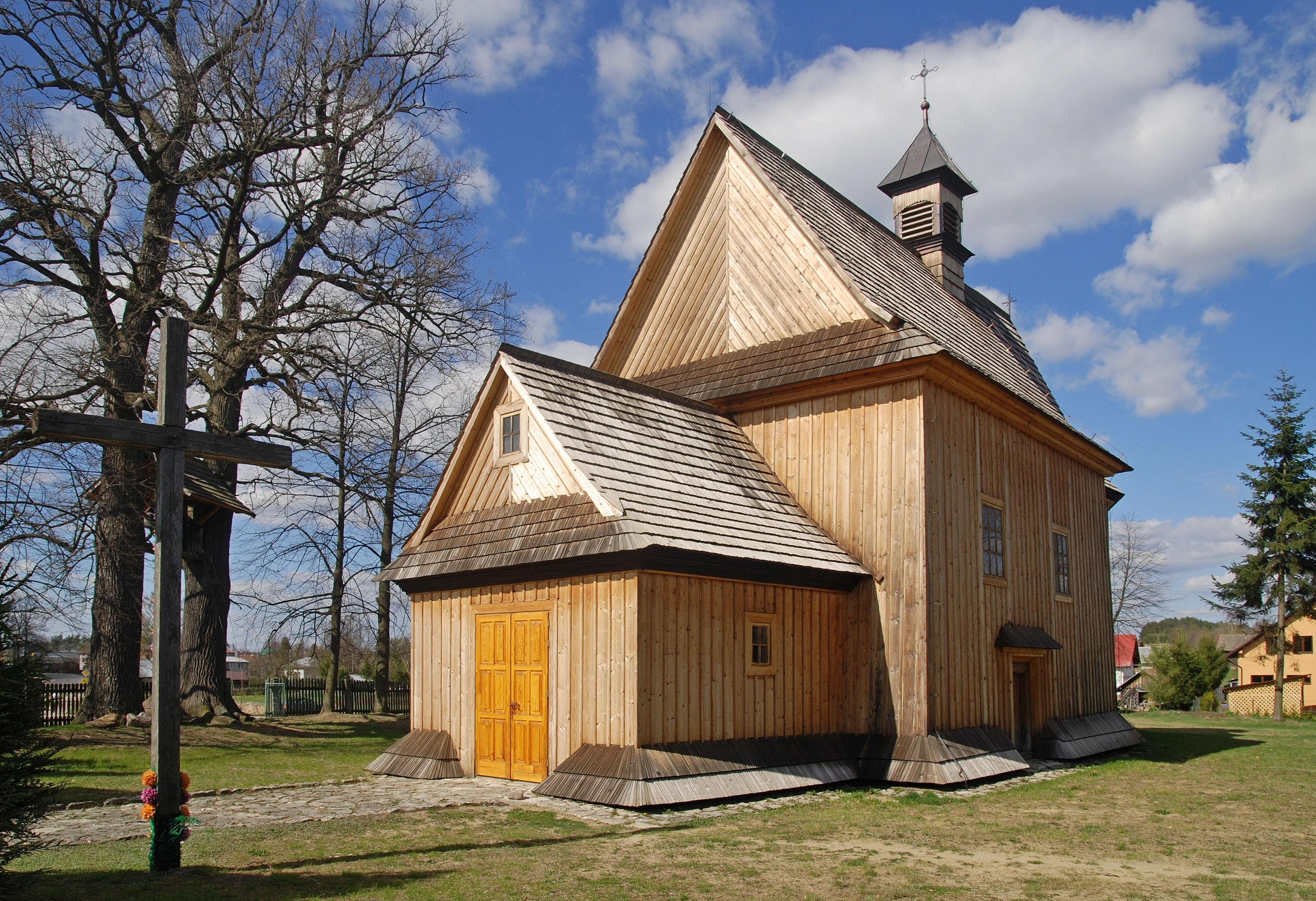
Zabytkowy kościół z 1754

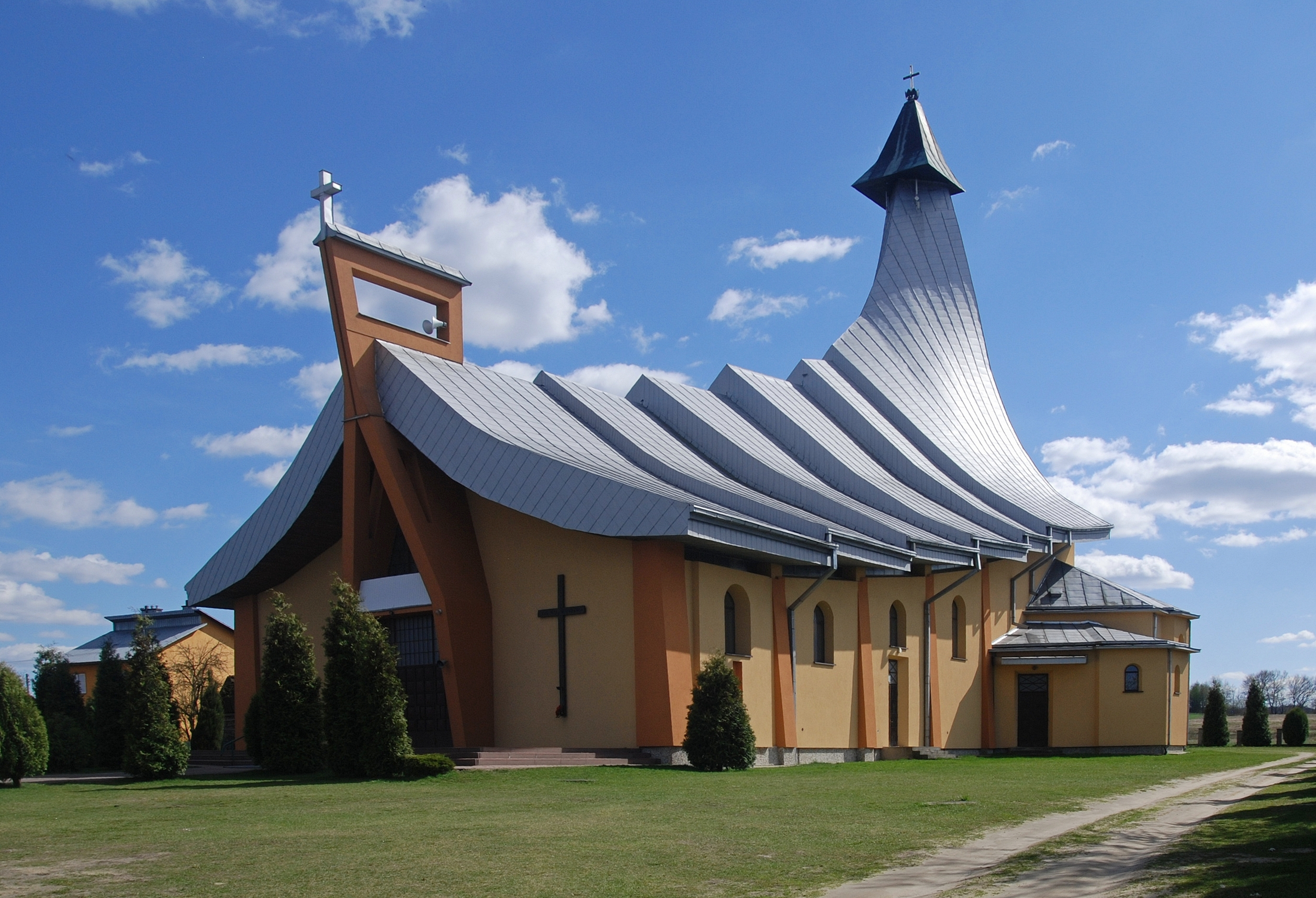
Nowy kościół z 1989

Łukawiec – wieś w Polsce, położona w województwie podkarpackim, w powiecie lubaczowskim, w gminie Wielkie Oczy, na Płaskowyżu Tarnogrodzkim.
Wieś prawa wołoskiego, położona była w drugiej połowie XV wieku w województwie bełskim. Na przełomie XVI i XVII wieku Łukawice położone były w województwie bełskim. Wieś klucza łukawieckiego biskupów przemyskich.
W II Rzeczypospolitej wieś w powiecie lubaczowskim województwa lwowskiego. W latach 1942–1946 nacjonaliści ukraińscy z OUN-UPA zamordowali tutaj 12 Polaków. 
W latach 1954–1968 wieś należała i była siedzibą władz gromady Łukawiec, po jej zniesieniu w gromadzie Dąbków. W latach 1975–1998 miejscowość należała administracyjnie do województwa przemyskiego.
Łukawiec istnieje od połowy XVI w.

## Położenie
Łukawiec położony jest w południowo-wschodniej Polsce. Powierzchnia administracyjna Łukawca, wraz z kilkoma przysiółkami, wynosi 35,80 km². Łukawiec jest największą miejscowością w gminie. Miejscowość cechuje zwarta zabudowa o charakterze łańcuchowym.

## Części wsi
| SIMC    | Nazwa      | Rodzaj     |
| ------- | ---------- | ---------- |
| 0613180 | Czopy      | część wsi  |
| 0613211 | Tarnawskie | przysiółek |
| 0613197 | Wola       | część wsi  |
| 0613205 | Zagrobla   | część wsi  |

## Historia
w dniach 20-22 kwietnia 1944 roku zgrupowanie polskich i radzieckich partyzantów walczących pod dowództwem Mikołaja Kunickiego ps. "Mucha" i płk. Prokopiuka stoczyło tu walkę z hitlerowcami. Podczas przerywania okrążenia zginęło wielu partyzantów. Pomnik ku ich czci odsłonięto w 1967 roku.
W 1944 roku poległo tu w "walkach o utrwalanie władzy ludowej" zginęło tu trzech żołnierzy Wojska Polskiego. Pochowano ich na miejscowym starym cmentarzu. Na cmentarzu komunalnym pochowany jest Stanisław Starzewski, kapral MO, który poległ w 1945 roku.

## Związani z Łukawcem
Z Łukawcem związana jest postać Bolesława Müllera – założyciela i kierownika tutejszej szkoły, który w sierpniu 1939 roku został zmobilizowany jako oficer rezerwy pułku podhalańskiego i walczył w Kampanii Wrześniowej. Następnie został aresztowany i trafił do obozu jenieckiego w Starobielsku gdzie podzielił los polskich oficerów zamordowanych na Wschodzie. Ostatnia wiadomość od niego pochodziła z 1940 roku. Zginął w Charkowie. Na budynku szkoły w Łukawcu mieści się tablica upamiętniająca jego zasługi.
W 1944 r. organizatorem samoobrony wsi Łukawiec przed napadami UPA był ks. Józef Waląg, kapłan archidiecezji lwowskiej, kapelan AK i WiN, działacz społeczny, więzień polityczny. Po wojnie pełnił posługę w Pruszczu Gdańskim. 
Z Łukawca pochodzi arcybiskup Mieczysław Mokrzycki, osobisty sekretarz papieży Jana Pawła II i Benedykta XVI, od 2007 r. metropolita lwowski. 

## Zespół Szkół Publicznych w Łukawcu

### Szkoła Podstawowa im. Bohaterów Września 1939 r.
W 1969 roku tutejszej szkole podstawowej nadano imię „Bohaterów września 1939 roku”. Na pamiątkowej tablicy czytamy:

Ku wiecznej chwale bohaterskim obrońcom ziemi ojczystej, synom ziemi lubaczowskiej, kpt. Władysławowi Ważnemu, płk. Stanisławowi Dąbkowi, gen. Józefowi Kustroniowi oraz innym imiennym i bezimiennym bohaterom września 1939 roku …

### Gimnazjum nr 2 im. Jana Pawła II
W październiku 2000 roku gimnazjum nadano imię Jana Pawła II i sztandar, poświęcony przez bp. Mariusza Leszczyńskiego. W izbie patrona znajduje się wciąż wiele pamiątek po papieżu Polaku, jak piuska, czy pióro. Na ścianie na korytarzu wisi obraz świętego z napisanym przez papieża błogosławieństwem i inne przypominające o patronie rzeczy.

## Zabytki
Łukawiec leży na Szlaku Architektury Drewnianej (trasa VI).
- Dawna cerkiew greckokatolicka pw. św. Dymitra Męczennika, wzniesiona w 1701 r. Przebudowana w 1923 r. (m.in. wzniesiono nowy babiniec z przedsionkiem, a do sanktuarium dobudowano zakrystię). Od 1947 r. nieużytkowana. W latach 60. XX w. zmieniona na magazyn. W 1987 r. uszkodzona w wyniku pożaru. Remont z odtworzeniem pierwotnego wyglądu części zachodniej przeprowadzono w latach 1990–1994. Obiekt należy do grupy tradycyjnych kościołów drewnianych Kościoła Wschodniego. Jej układ przestrzenny – plan trójdzielny i jednokopułowa bryła wyraźnie nawiązuje do najstarszych cerkwi drewnianych z XVI–XVII wieku[15].
- Dawny kościół rzymskokatolicki pw. Objawienia Pańskiego (Trzech Króli), zbudowany w 1754 r. Według tradycji kościół został zakupiony i przeniesiony z Narola. Kościół wielokrotnie odnawiano. W trakcie remontu w latach 1948–1950 zmieniono formę wieżyczki na sygnaturkę. Przy okazji remontu w latach 1974–1975 rozbudowano przedsionek. Ostatni remont przeprowadzono w roku 2007[16]. Kościół jest typowym przykładem skromnej budowli drewnianej, której forma kontynuuje w XVIII w., wykształcone jeszcze w średniowieczu rozwiązania. W latach 1965–1990 w zabytkowym kościele w Łukawcu znajdował się słynący łaskami obraz Matki Bożej Tartakowskiej z miejscowości Tartaków koło Sokala. Obecnie znajduje się on w nowym kościele parafialnym w Łukawcu, a jego kopia została poświęcona, koronowana i umieszczona w Tartakowie. Oryginał znajdujący się w Łukawcu, nazywany jest obrazem Matki Bożej Łukawieckiej.
- Dzwonnica zawieszona między dwoma starymi dębami (obok kościoła).

## Religia
Większość mieszkańców stanowią katolicy. Parafia Łukawiec została wydzielona z parafii lubaczowskiej 1 lipca 1754 r.

### Sanktuarium Matki Boskiej Łukawieckiej
Kościół pw. NMP Królowej Polski, będący jednocześnie sanktuarium Matki Bożej Łukawieckiej został wybudowany w latach 1980–1989. Jest kościołem parafialnym Parafii Objawienia Pańskiego w Łukawcu. W kościele znajduje się cudowny obraz Matki Bożej Łukawieckiej (dawniej Tartakowskiej), a przy nim wota. W wotach znajduje się także złoty różaniec Jana Pawła II, który został tam umieszczony w 2013 roku. Dzięki staraniom Mieczysława Mokrzyckiego, w 2013 roku przy sanktuarium powstała kaplica Jana Pawła II.

### Przegląd Pieśni Maryjnej
Coroczny festiwal, organizowany zazwyczaj na początku maja. Rokrocznie odbywa się pod hasłem: "Z pieśnią na ustach do serca Matki". Rozpoczyna się mszą świętą w kościele parafialnym, i kończy apelem jasnogórskim. Przegląd nie ma charakteru konkursowego. Początkowo organizowany na placu szkolnym, od 2015 roku przegląd odbywa się w kościele. W 2020 roku nie został zorganizowany ze względu na epidemię koronawirusa.

## Kultura
- Gminna Biblioteka Publiczna w Wielkich Oczach – Filia w Łukawcu
- Centrum Kształcenia
- Wiejski Dom Kultury w Łukawcu

## Przyroda
- Pomnik przyrody – dąb szypułkowy, wysokość: 24 m, obwód pnia: 480 cm na wysokości 1,5 m
- Rezerwat "Moczary" na terenie Leśnictwa Łukawiec, utworzony 19 kwietnia 2005 r. Jego powierzchnia to 12,25 ha. Rośliny chronione na terenie rezerwatu to m.in.: czosnek siatkowaty, śnieżyczka przebiśnieg, groszek wschodniokarpacki, podkolan zielonawy, litera jajowata, kruszczyk siny, storczyk Fucha, widłak wroniec. Do roślin rzadkich, które występują w rezerwacie zalicza się m.in. turzyca zgrzebłowata, trybula lśniąca i złoć pochwolistna.

## Sport
- Ludowy Klub Sportowy "UNIA" Łukawiec